# Umbro
Umbro је енглески произвођач спортске опреме из Чидла. Компанија је основана 1924. године и углавном се бави производњом фудбалских дресова, голманских рукавица, патика, лопти и других елемената. Спонзор је многих спортиста, спортских клубова и репрезентација који носе њихову опрему.
Компанију је 1920. године основао Харолд Хамфриз са заједно са братом Воласом, а назив Umbro добија 1924. године као портманто од имена Humphreys Brothers Clothing.